# Fort Saint-Louis (Assinié)
El fort Saint-Louis fou la primera fortalesa francesa al que avui és la costa d'Ivori, a la costa oriental del país, a Assinié.

## Història
Els primers que s'hi van instal·lar foren cinc frares caputxins de Saint-Malo, el 1637. El clima i les malalties van provocar la mort d'un dels frares i els altres no van tardar a marxar.
El 1687 alguns missioners i comerciants francesos van visitar altre cop a la zona que els francesos anomenaven Essènia, en vistes al comerç d'esclaus que s'estava desenvolupant. Entre els colons hi havia el cavaller d'Amon que juntament amb l'almirall Jean-Baptiste du Casse, director de la Companyia del Senegal (Compagnie du Sénégal) van mostrar interès en el comerç de l'or i van fer un viatge a la cort del rei Zéna de Sanwi, la capital del qual era a Krindjabo, però van trobar al rei a Aboisso. Un possible parent del rei, Aniaba, (junt amb un cosí seu de nom Banga) fou portat a França com a servidor d'un mercader, aconsellat per un comerciant de perles de nom Hyon. Al arribar a França fou portat a Notre-Dame de París on fou influït per una gran emoció religiosa el que va despertar l'interès de la cort francesa a la que el seu entorn el va presentar com príncep hereu de la corona de Sanwi. Presentat al bisbe de Meaux, Jacques-Bénigne Bossuet, aquest el va batejar l'1 d'agost de 1691 a l'Església de les Missions Estrangeres i fou apadrinat pel rei del qual va rebre el nom de Jean-Louis; va tenir els millors preceptors i fou nomenat oficial de cavalleria del Regiment del Rei amb una renda anual de dotze mil lliures; fou el primer oficial negre de l'exèrcit francès.
A la mort del rei Zéna, la cort francesa va decidir enviar a Aniaba a prendre possessió dels seus estats amb el suport de la Compagnie de Guinée. Accompanyat per missioners i mercaders de la companyia, va sortir el 19 d'abril de 1701 arribant a Assinoié el 5 de juliol. A l'arribada foren rebuts pel nou rei de Sanwi, Akasini, i Aniaba no va gaudir de cap consideració especial. Els mercaders van aconseguir permís del rei per construir un fort, que es va dir Saint-Louis en honor del rei; el pare dominic Godefroy Loyer, Prefecte apostòlic, va rebre autorització per evangelitzar la regió. No se sap molt bé què va passar amb Aniaba però podria haver tornat a l'animisme, ajudat a holandesos i anglesos, i hauria estat conseller del rei de Quita (al modern Togo) o Keta (a la moderna Ghana) sota el nom d'Anníbal; també és possible que hagués retornat a França vers 1703.
Finalment però la factoria fou abandonada el 1704 per manca de rendibilitat i el fort fou evacuat poc abans (1703). No hi va haver altre fort francès a la costa d'Ivori fins al 1843 quan es va construir el de Grand-Bassam.